# Australobolbus parvus
Australobolbus parvus är en skalbaggsart som beskrevs av Henry Fuller Howden 1989. Australobolbus parvus ingår i släktet Australobolbus och familjen Bolboceratidae. Inga underarter finns listade.